# Heaven and Hell (álbum de Black Sabbath)
Heaven And Hell é o nono álbum de estúdio da banda de heavy metal Black Sabbath lançado em 18 de abril de 1980. É o primeiro a contar com o vocalista Ronnie James Dio, que entrou na banda após a demissão de Ozzy Osbourne. Heaven And Hell é considerado um dos melhores álbuns da banda e um dos melhores discos de heavy metal dos anos 1980. Vendeu mais de 1 milhão de cópias  nos Estados Unidos.

## Mudanças de formação e composição
- O vocalista e co-fundador da banda, Ozzy Osbourne, deixou a banda em 1979 e Tony Iommi já tinha pensado em alguém para substituí-lo antes de sua segunda saída da banda, em junho de 1979. A turnê 10 anos de aniversário da banda, a turnê do álbum Never Say Die!, seria o álbum de despedida de Ozzy.

- O baixista Geezer Butler também deixou a banda em 1979. Neste mesmo momento, o vocalista Ronnie James Dio foi escolhido  como novo frontman do Black Sabbath. Anteriormente, Dio fazia parte da banda de Ritchie Blackmore, o Rainbow.

- Com a saída de Geezer, Tony Iommi chama Geoff Nicholls e Craig Gruber para trabalhar na parte do baixo, que compuseram e gravaram quase todas as faixas do disco (principalmente Gruber).

- Geoff Nicholls é creditado por compor sozinho as linhas de baixo da faixa-título "Heaven And Hell".

- Craig Gruber afirmou ter escrito a canção  “Die Young” quando ainda fazia parte do Rainbow e que "trouxe a canção junto com ele" quando foi convidado a entrar no Black Sabbath.

- Contudo, Gruber saiu da banda, Geezer Butler acabou voltando e regravou todas as canções, e Nicholls ficou com a função de tecladista do grupo.

- A única canção na qual Geezer realmente participou da composição foi "Neon Knights", já que  todas as outras haviam sido compostas e finalizadas antes dele retornar. Mas, no fim das contas, todas as músicas foram  oficialmente creditadas a Geezer, Dio, Iommi e Bill Ward.

Antes de Heaven And Hell, Geezer normalmente era o que mais contribuía nas letras, porém com a entrada de Dio isso mudou. Dio assumiu a composição de todas as letras, que falam sobre dragões, castelos, mágica e misticismo, marca registrada do vocalista.

## Recepção
| Críticas profissionais        | Críticas profissionais |
| Avaliações da crítica         | Avaliações da crítica  |
| Fonte                         | Avaliação              |
| ----------------------------- | ---------------------- |
| Allmusic                      | [ 3 ]                  |
| Drowned in Sound              | 8/10                   |
| The Rolling Stone Album Guide | [ 5 ]                  |
| Sputnikmusic                  | (5.0/5)                |
| Martin Popoff                 | [ 7 ]                  |

Heaven And Hell ficou em nono nas paradas britânicas e em vigésimo oitavo nas estadunidenses. A canção "Heaven and Hell" ficou em  81º lugar na lista "100 Maiores Canções de Hard Rock" do canal  VH1. Em 2017, foi eleito o 37º melhor álbum de metal de todos os tempos pela revista Rolling Stone.

## Turnê
Muitas canções famosas da fase pré-Dio foram interpretadas por ele durante a turnê, sendo "Paranoid", "War Pigs", "Children of the Grave", "Iron Man" e "N.I.B." alguns exemplos. A turnê mundial da banda, tinha 20 datas marcadas no Reino Unido, sendo 4 delas no "Hammersmith Odeon", provando que a banda não tinha perdido nada de sua popularidade. Em um show em Milwaukee, Geezer levou uma garrafada na cabeça, e a banda teve que se retirar após tocar apenas duas músicas.
Infelizmente o baterista Bill Ward, que foi co-fundador da banda, teve que se retirar no meio da turnê por motivos pessoais e de saúde, e o grupo novamente teve que fazer uma substituição. O escolhido foi o baterista Vinny Appice, ex-Derringer, que continuou na banda até meados de 1982.

## Faixas
Todas as músicas são creditadas a Butler/Dio/Iommi/Ward. As letras foram escritas por Dio.
| N.º | Título                | Duração |  |
| 1.  | "Neon Knights"        | 3:53    |  |
| 2.  | "Children of the Sea" | 5:34    |  |
| 3.  | "Lady Evil"           | 4:26    |  |
| 4.  | "Heaven and Hell"     | 6:58    |  |
| 5.  | "Wishing Well"        | 4:08    |  |
| 6.  | "Die Young"           | 4:45    |  |
| 7.  | "Walk Away"           | 4:26    |  |
| 8.  | "Lonely Is the Word"  | 5:50    |  |

## Créditos

### Banda
- Tony Iommi - Guitarra
- Craig Gruber - Baixo (não creditado)
- Ronnie James Dio - Vocais
- Bill Ward - Bateria
- Geoff Nicholls - Teclados
- Geezer Butler - Baixo (Creditado mas não participou do processo de composição e gravação)

### Produção
- Gravado no "Criteria Recording Studios", Miami, Florida
- Assistente de arranjos:  Joe "C" Foglia
- Gravação adicional no "Studio Ferber", Paris, França
- Equipamento Graham Wright e Mickey Balla
- Ilustração da Capa Lynn Curlee
- Ilustrações Harry Carmean
- Diretor de Arte Richard Seireeni
- Remasterizado por'Ray Staf' no Whitfield Street Studios
- Fotografia adicional por Ross Halfin e Chris Walter

## Catálogos
- LP Vertigo 9102 752 (UK 1980)
- LP Warner Bros 3372 (US 1980)
- CD Warner Bros 3372-2 (US 1980)
- LP Vertigo 6302 017 (NL 1980)
- LP Philips (Yugoslavia 1980)
- LP Vertigo PRICE 10 (1983)
- MC Vertigo 7144 017 (NL 1980)
- CD Karussell 550 0592 (UK 1983) - Remastered
- CD Essential/Castle ESMCD330 (UK - Feb 1996) - Remastered
- CD Sanctuary SMRCD072 (UK 2004)

## Desempenho nas paradas
| Ano  | Posições | Posições | Posições | Posições | Certificações     |
| Ano  | UK       | NOR      | SWE      | US       | Certificações     |
| ---- | -------- | -------- | -------- | -------- | ----------------- |
| 1980 | 9        | 22       | 25       | 28       | Ouro Platina Ouro |

| Ano                   | Canção | Posição          |
| Ano                   | Canção | UK Singles Chart |
| --------------------- | ------ | ---------------- |
| 1980                  |        |                  |
| "Heaven and Hell"     | –      |                  |
| "Children of the Sea" | –      |                  |
| "Die Young"           | 41     |                  |
| "Neon Knights"        | 22     |                  |